# Ørjan Berg
Pour les articles homonymes, voir Berg.
Ørjan Berg, né le 20 août 1968 à Bodø (Norvège), est un footballeur norvégien, qui évoluait au poste de milieu de terrain au Rosenborg BK et en équipe de Norvège.
Berg a marqué un but lors de ses dix-neuf sélections avec l'équipe de Norvège entre 1988 et 2000.

## Carrière
- 1987 : FK Bodø/Glimt
- 1988-1990 : Rosenborg BK
- 1991 : FC Wettingen
- 1992 : TSV Munich 1860
- 1994-1999 : FK Bodø/Glimt
- 1999-2006 : Rosenborg BK

## Palmarès

### En équipe nationale
- 19 sélections et 1 but avec l'équipe de Norvège entre 1998 et 2000.

### Avec Rosenborg
- Vainqueur du Championnat de Norvège de football en 1988, 1990, 2000, 2001, 2002, 2003, 2004 et 2006.
- Vainqueur de la Coupe de Norvège de football en 1988, 1999 et 2003.

## Vie personnelle
Ørjan Berg est issu d'une famille de footballeurs. En effet, son père est l'ancien international norvégien Harald Berg, son frère Runar Berg a lui aussi été international norvégien. Enfin, son fils Patrick Berg est également footballeur et représente la Norvège, évoluant au RC Lens. 